# Černá hora (Ještědsko-kozákovský hřbet)
Černá hora (811 m n. m., německy Schwarzeberg) je hora v okrese Liberec Libereckého kraje. Leží asi 2 km jihozápadně od Horní Suché, na pomezí katastrálních území Horní Suchá u Liberce a Novina u Liberce. Hora je nejvyšší bod Kryštofových hřbetů. Je součástí přírodního parku Ještěd.

## Vrcholy
Černá hora má dva vrcholy, vzdálené od sebe 300 metrů a oddělené asi 15 metrů hlubokým sedlem. Různé mapy uvádějí vrcholovou kótu Černé hory na různých místech masivu, přičemž nadmořská výška se také různí:
- severní vrchol – vyznačený na Mapy.cz (811 m) i na mapě ČÚZK (810,8 m)
- jižní vrchol – vyznačený na digitální mapě Garmin Topo Czech (813 m), na mapě ČÚZK jako bezejmenná kóta (812,2 m)

Oba vrcholy náleží do celku Ještědsko-kozákovský hřbet, podcelku Ještědský hřbet, okrsku Kryštofovy hřbety, podokrsku Rozsošský hřbet a části Černohorský hřbet.

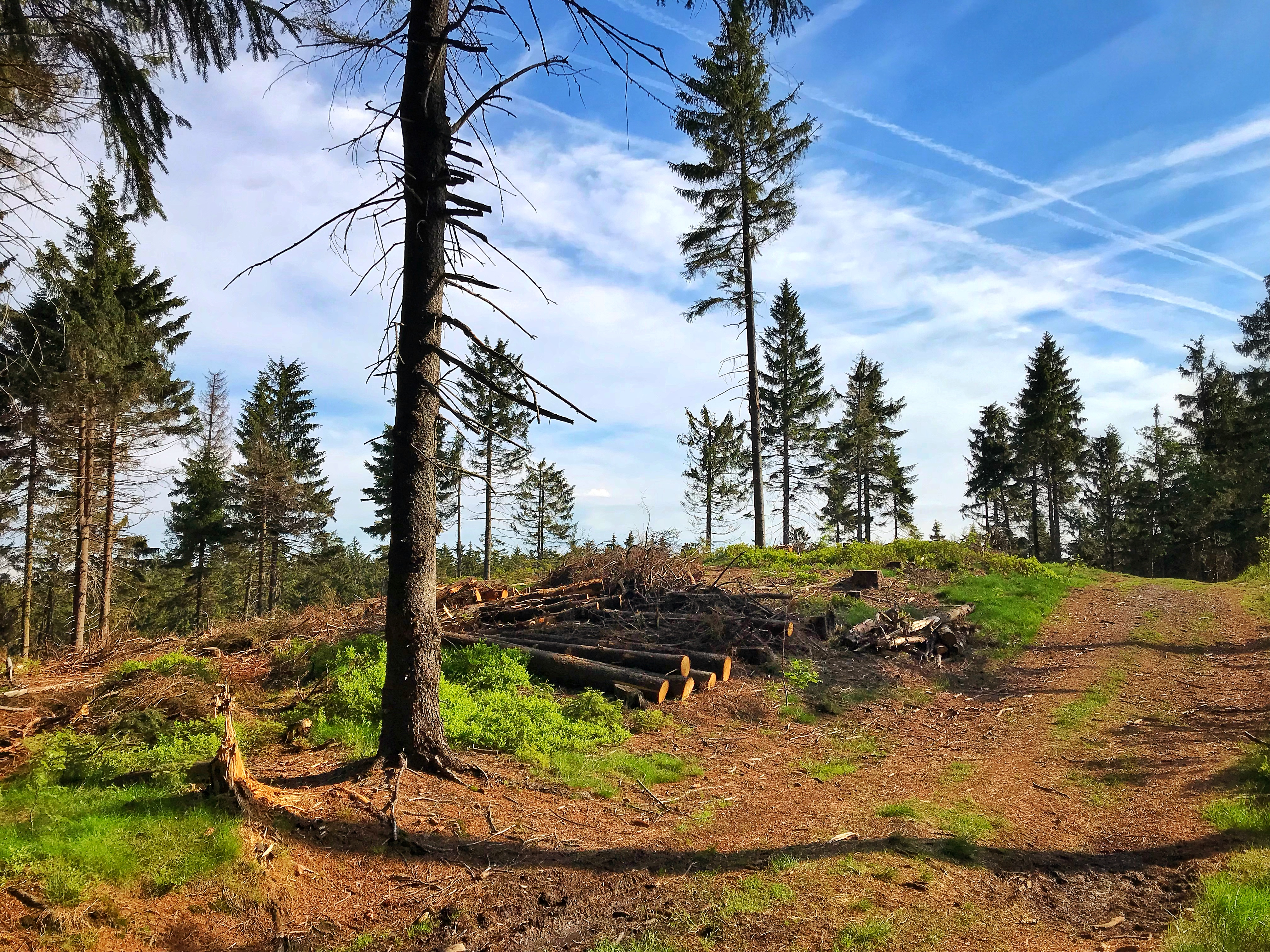
Jižní vrchol (813 m)
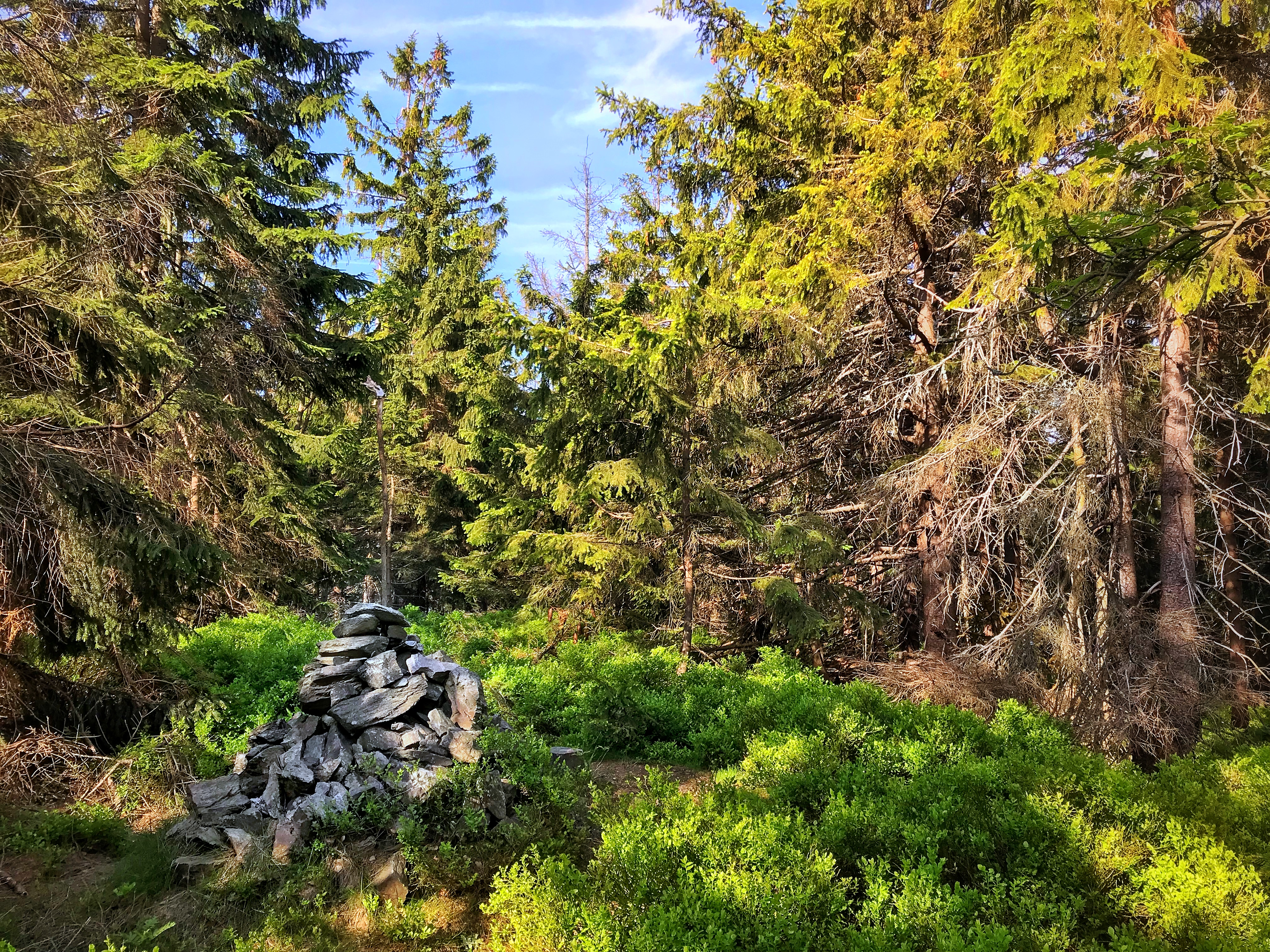
Severní vrchol (811 m)

## Přístup
Přes oba vrcholy Černé hory vede zelená turistická značka Výpřež – Machnín žst.